# Jeannette Vega
Jeannette del Rosario Vega Morales (Santiago, 11 de octubre de 1957) es una médica, doctora en salud pública y política chilena, militante del Partido por la Democracia (PPD). Entre marzo y agosto de 2022 se desempeñó como ministra de Desarrollo Social y Familia de su país, bajo el gobierno del presidente Gabriel Boric.. Anteriormente, fue subsecretaria de Salud Pública, durante el primer gobierno de la presidenta Michelle Bachelet, desde 2008 hasta 2010. También, ejerció como directora del Departamento de Equidad, Pobreza y Determinantes Sociales de la Salud, en la Organización Mundial de la Salud (OMS).

## Biografía

### Familia y formación
Es hija del constructor civil Pedro Octavio Vega Marín y María Rosa Morales Umaña.
Cursó sus estudios primarios y secundarios en el Liceo 7 de Santiago. Realizó sus estudios superiores en el pregrado de la Universidad de Chile y posteriormente se especializó en medicina familiar. Años después cursó un doctorado de salud pública en la Universidad de Illinois, Estados Unidos.

### Trayectoria profesional
Luego de terminar su posgrado volvió a Chile y desde entonces trabajó en la Organización Panamericana de la Salud (OPS) como consultora nacional en epidemiología y enfermedades crónicas.
Durante el gobierno del presidente Ricardo Lagos, en 2001, fue parte de la «Secretaría Ejecutiva de la Reforma de Salud», y ejerció como directora del Instituto de Salud Pública (ISP), del que renunció el 15 de octubre de 2002. Luego, entre 2003 y 2007, trabajó en la Organización Mundial de la Salud (OMS), en Ginebra (Suiza). En ese organismo internacional ejerció como directora del Departamento de Equidad, Pobreza y Determinantes Sociales de la Salud.
En marzo de 2018, se sumó al equipo de la Red de Salud UC Christus como directora de Innovación Médica y Transformación Digital. Además, desde su rol como asesora externa de la OMS, en 2019 junto a un grupo de científicos de la «Junta de Vigilancia Mundial de la Preparación» presentó el informe "Un mundo en peligro. Informe anual sobre preparación de emergencias sanitarias", documento en el cual se alertaba de los riesgos de una eventual pandemia.
La investigación señaló que el riesgo de que se produjeran epidemias generalizadas era cada vez más grave y que el mundo todavía no contaba con las medidas de preparación necesarias ante este escenario. Era claro que se necesitaba tener un plan global sobre emergencias y un sistema de vigilancia organizado, ya que «no es posible afrontar pandemias si cada Estado hace la guerra por su cuenta».

## Trayectoria política
En el año 1988, ingresó a militar en el Partido por la Democracia (PPD), siendo cercana al senador de esa colectividad Guido Girardi. Renuncia a su militancia el año 2018, volviendo a firmar por el PPD a inicios del 2022.
Durante el primer mandato de la presidenta Michelle Bachelet, el 14 de enero de 2008 fue designada como subsecretaria de Salud Pública, y en tal calidad le correspondió enfrentar la pandemia del virus de la influenza A H1N1, que alcanzó 12.258 casos y 155 muertes en el país. Ejerció el cargo hasta el fin del gobierno el 11 de marzo de 2010, y a continuación, se transformó en la primera mujer directora general de salud de la Fundación Rockefeller. Estuvo en ese puesto hasta que renunció para asumir como directora de Fondo Nacional de Salud (Fonasa), nombrada durante el segundo mandato de Bachelet, y ejerciendo esa función desde marzo de 2014 hasta marzo de 2018. En ese último año, además, renunció al PPD.
En abril de 2021, encabezó el equipo de salud de la precandidatura presidencial de la militante socialista Paula Narváez, de cara a la consulta ciudadana de Unidad Constituyente de ese año, donde resultó en segundo lugar.

### Ministra de Estado
En febrero de 2022 fue designada por el entonces presidente electo Gabriel Boric, como titular del Ministerio de Desarrollo Social y Familia, siendo la octava mujer al mando del ministerio, la cual asumió el 11 de marzo de dicho año, con el inicio formal de la administración.
El 25 de agosto de 2022 presentó su renuncia ante el presidente Boric por la filtración del informe reservado de la Policía de Investigaciones (PDI), que contenía una transcripción telefónica del 11 de mayo de ese mismo año, entre Tania Santis, miembro del gabinete de Jeannette Vega, y Héctor Llaitul, líder de la CAM, quien había sido detenido el día anterior tras ser acusado de los delitos de robo de madera e infracciones a la Ley de Seguridad del Estado. Tras la aceptación de su renuncia, se convirtió en la primera ministra en abandonar el gabinete de Gabriel Boric.

## Controversias
En octubre de 2002, renunció a su cargo como titular del Instituto de Salud Pública (ISP), luego de que fuera cuestionada, especialmente por los funcionarios de esa entidad, por los presuntos contratos que había hecho a personas cercanas a ella, el pago de honorarios a altos cargos y la denuncia de falsificación de cheques, todo lo cual costó a la repartición más de 10 millones de pesos.
Posteriormente, en su paso por la Subsecretaría de Salud Pública causó nuevamente polémica por una infracción a la probidad que estuvo a punto de ser sancionada. Años después se supo que la Contraloría le objetó infracciones administrativas. De hecho el organismo propuso sancionarla con una multa del 20% de su remuneración mensual y una anotación de demérito de cuatro puntos en su hoja de vida. Sin embargo en 2014 el exministro de Salud Jaime Mañalich, quien era el encargado de cursar esa sanción —como ministro entrante en 2010—, aseguró en una entrevista con el diario La Segunda que optó por no aplicar la amonestación dado que "los hechos no le parecieron de extrema gravedad".